# Arrows A21
Der Arrows A21 war der Formel-1-Rennwagen von Arrows für die Saison 2000, der an allen 17 Rennen der Formel-1-Weltmeisterschaft teilnahm. Er war der einundzwanzigste Wagen von Arrows.

## Technik und Entwicklung

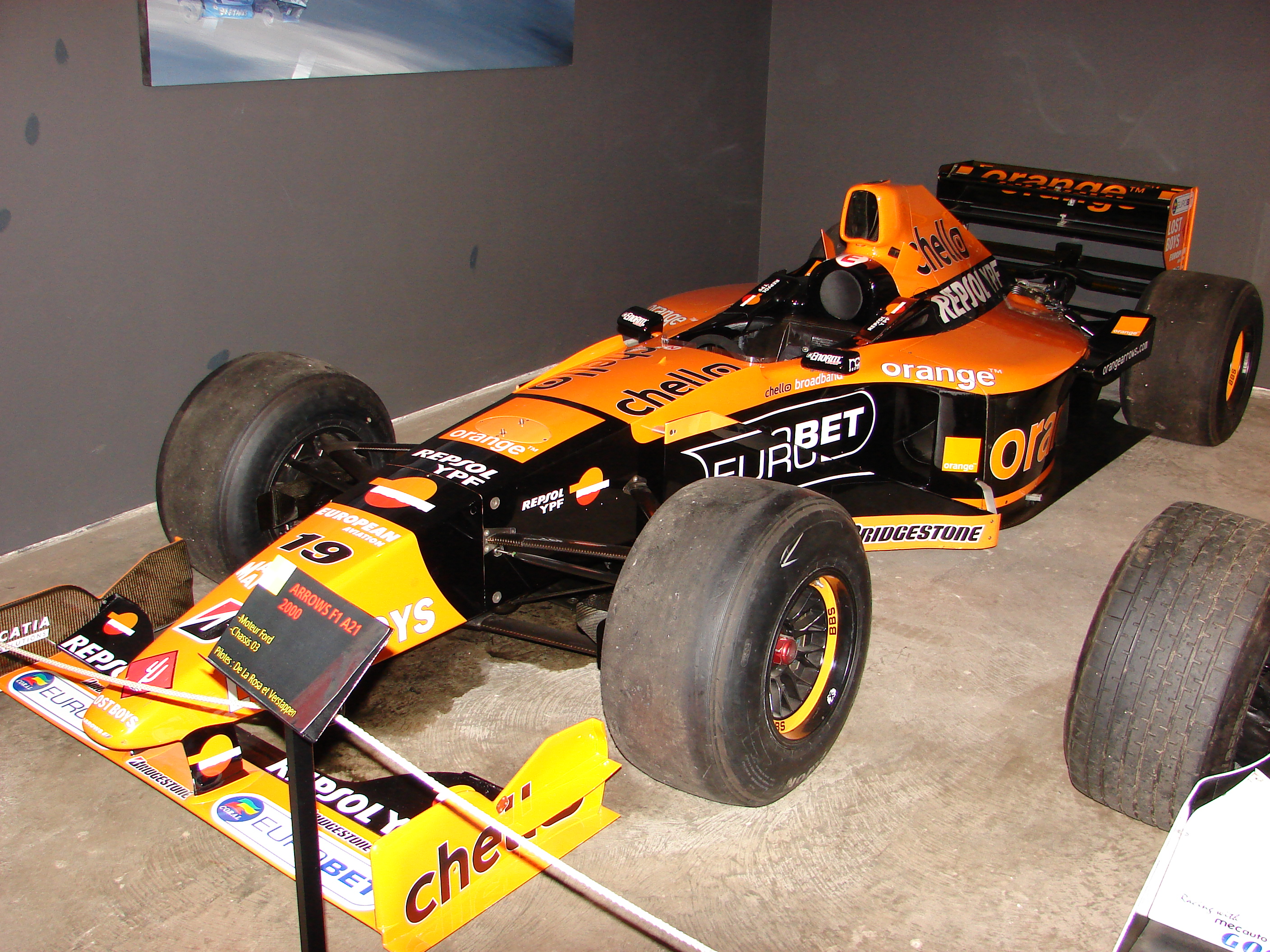
Arrows A21 von Jos Verstappen im Spa-Francorchamps Racing Museum 2008

Nachdem das Team 1999 einen Tiefpunkt erreicht hatte und nur den vorletzten Platz in der Konstrukteurswertung vor Minardi erreicht hatte, sollte im Jahr 2000 der Aufstieg kommen. Der Brite Mike Coughlan und der Iraner Eghbal Hamidy, die auch den Vorjahreswagen Arrows A20 entwickelt hatten, bauten ein Fahrzeug, das einen kleinen, aber deutlichen Auftrieb in die Teamleistungen brachte. Der bisherige Motor, den Arrows selbst mithilfe von Brian Hart entwickelt hatte, wurde durch ein Supertec-Aggregat ersetzt. Auch das sequenzielle Sechsganggetriebe entstand bei Arrows, allerdings in Zusammenarbeit mit Xtrac. Der Motor wurde mit Benzin der spanischen Repsol-Gruppe betrieben. Die Reifen, Typ Potenza, kamen von Bridgestone.

## Lackierung und Sponsoring
Arrows konnte zum Beginn der Saison den neuen Sponsor Orange präsentieren. Somit wurde das Fahrzeug in den Firmenfarben Orange-Schwarz lackiert. Außer Orange warben noch chello, Repsol YPF, Reifenlieferant Bridgestone und Eurobet auf dem Fahrzeug.

## Fahrer
Pedro de la Rosa blieb zur Saison 2000 weiterhin im Team, da für Arrows das Geld seines Sponsors, des spanischen Erdölkonzerns Repsol, fast schon lebenswichtig war. Der Japaner Toranosuke Takagi wurde nach nur einer Saison entlassen und durch den erfahrenen Niederländer Jos Verstappen ersetzt, da sich Arrows mit seiner Entwicklungshilfe Chancen auf den ersten Sieg erhoffte.

## Saison 2000

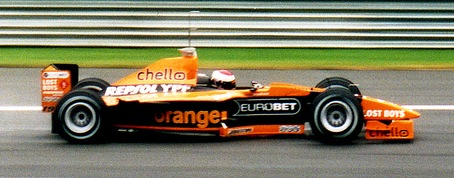
Jos Verstappen im Arrows A21

Die Saison begann beim Großen Preis von Australien, den Arrows mit einem Doppelausfall beendete. Im Laufe der Saison fielen die Arrows insgesamt zwanzigmal aus, doch gelang es im Gegensatz zum Vorjahr, wenn auch nur selten, in die Punkteränge zu fahren. Verstappen kam dabei in allen Rennen, die er beendete, vor seinem Teamkollegen ins Ziel. Auf Hochgeschwindigkeitsstrecken wie dem A1-Ring oder Hockenheimring konnten die Arrows mit wenig Benzin im Tank durchaus mit den Spitzenwagen konkurrieren. Hervorzuheben ist die Leistung von de la Rosa beim Großen Preis von Österreich, als er im ersten Drittel des Rennens bis auf Rang drei vorfuhr, danach jedoch ausfiel. Am Ende der Saison hatte Arrows sieben Punkte erreicht, und damit den siebten Platz in der Konstrukteurswertung inne. Die ebenfalls mit Supertec-Motoren ausgestatteten Benetton erreichten den vierten Rang.

## Weitere Verwendung der Chassis
Ein Chassis wurde von Leitgeb Motorsport Projects ersteigert und wird heute als Showcar verwendet.

## Ergebnisse
| Fahrer               | Nr.                  | 1   | 2 | 3   | 4   | 5   | 6   | 7   | 8   | 9   | 10  | 11  | 12 | 13 | 14  | 15  | 16  | 17  | Punkte | Rang |
| -------------------- | -------------------- | --- | - | --- | --- | --- | --- | --- | --- | --- | --- | --- | -- | -- | --- | --- | --- | --- | ------ | ---- |
| Formel-1-Saison 2000 | Formel-1-Saison 2000 |     |   |     |     |     |     |     |     |     |     |     |    |    |     |     |     |     | 7      | 7.   |
| P. de la Rosa        | 18                   | DNF | 8 | DNF | DNF | DNF | 6   | DNS | DNF | DNF | DNF | 6   | 16 | 16 | DNF | DNF | 12  | DNF | 7      | 7.   |
| J. Verstappen        | 19                   | DNF | 7 | 14  | DNF | DNF | DNF | DNF | 5   | DNF | DNF | DNF | 13 | 15 | 4   | DNF | DNF | 10  | 7      | 7.   |

| Legende  | Legende            | Legende                                                          |
| Farbe    | Abkürzung          | Bedeutung                                                        |
| -------- | ------------------ | ---------------------------------------------------------------- |
| Gold     | –                  | Sieg                                                             |
| Silber   | –                  | 2. Platz                                                         |
| Bronze   | –                  | 3. Platz                                                         |
| Grün     | –                  | Platzierung in den Punkten                                       |
| Blau     | –                  | Klassifiziert außerhalb der Punkteränge                          |
| Violett  | DNF                | Rennen nicht beendet (did not finish)                            |
| Violett  | NC                 | nicht klassifiziert (not classified)                             |
| Rot      | DNQ                | nicht qualifiziert (did not qualify)                             |
| Rot      | DNPQ               | in Vorqualifikation gescheitert (did not pre-qualify)            |
| Schwarz  | DSQ                | disqualifiziert (disqualified)                                   |
| Weiß     | DNS                | nicht am Start (did not start)                                   |
| Weiß     | WD                 | zurückgezogen (withdrawn)                                        |
| Hellblau | PO                 | nur am Training teilgenommen (practiced only)                    |
| Hellblau | TD                 | Freitags-Testfahrer (test driver)                                |
| ohne     | DNP                | nicht am Training teilgenommen (did not practice)                |
| ohne     | INJ                | verletzt oder krank (injured)                                    |
| ohne     | EX                 | ausgeschlossen (excluded)                                        |
| ohne     | DNA                | nicht erschienen (did not arrive)                                |
| ohne     | C                  | Rennen abgesagt (cancelled)                                      |
| ohne     | keine WM-Teilnahme |                                                                  |
| sonstige | P/fett             | Pole-Position                                                    |
| sonstige | 1/2/3/4/5/6/7/8    | Punktplatzierung im Sprint-/Qualifikationsrennen                 |
| sonstige | SR/kursiv          | Schnellste Rennrunde                                             |
| sonstige | *                  | nicht im Ziel, aufgrund der zurückgelegten Distanz aber gewertet |
| sonstige | ()                 | Streichresultate                                                 |
| sonstige | unterstrichen      | Führender in der Gesamtwertung                                   |